# Dhupatmahagaon, Aurad
Dhupatmahagaon là một làng thuộc tehsil Aurad, huyện Bidar, bang Karnataka, Ấn Độ.